# Wang Ki-chun

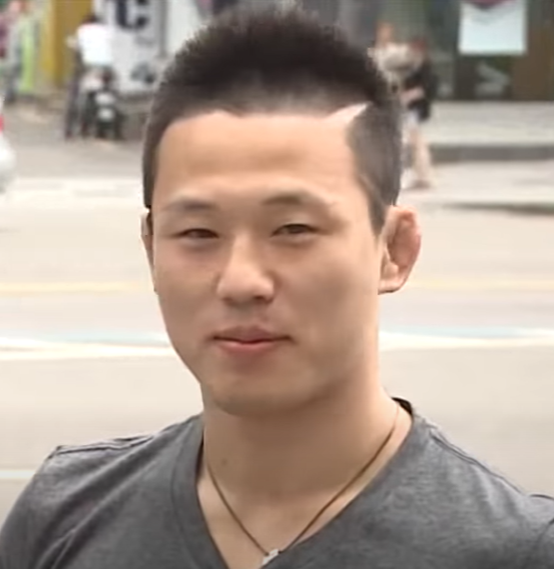
Wang Ki-chun, 2015

Wang Ki-chun (* 13. September 1988 in Jeonju) ist ein ehemaliger südkoreanischer Judoka. Er war Olympiazweiter 2008 und zweifacher Weltmeister im Leichtgewicht.

## Sportliche Karriere
Der 1,71 m große Wang Ki-chun gewann 2006 eine Bronzemedaille bei den U20-Weltmeisterschaften. Bei den Weltmeisterschaften 2007 in Rio de Janeiro besiegte er im Viertelfinale den Japaner Yūsuke Kanamaru. Nach seinem Halbfinalsieg gegen den Tadschiken Rassul Boqijew gewann er auch das Finale gegen Elnur Məmmədli aus Aserbaidschan. Damit war Wang Ki-Chun zwei Tage nach seinem 19. Geburtstag Weltmeister in der Erwachsenenklasse.
Er war noch immer 19 Jahre alt, als er elf Monate später bei den Olympischen Spielen in Peking antrat. Nach zwei Ippon-Siegen musste er im Viertelfinale gegen den Brasilianer Leandro Guilheiro und im Halbfinale gegen Rassul Boqijew über die volle Kampfdauer von fünf Minuten. Das Finale gegen Elnur Məmmədli dauerte hingegen nur dreizehn Sekunden, dann hatte der Mann aus Aserbaidschan gewonnen.
Nach Siegen bei den Grand-Slam-Turnieren in Tokio, Paris und Moskau gewann Wang im Juli 2009 den Titel bei der Universiade in Belgrad. Bei den Weltmeisterschaften in Rotterdam siegte er im Halbfinale über den Russen Mansur Issajew und im Finale gegen den Nordkoreaner Kim Chol-su. Ein Jahr später bei den Weltmeisterschaften 2010 in Tokio besiegte Wang im Viertelfinale den Franzosen Ugo Legrand und verlor das Halbfinale gegen den Japaner Hiroyuki Akimoto. Den Kampf um die Bronzemedaille gegen Mansur Issajew gewann der Südkoreaner. Zwei Monate später traf Wang Ki-chun im Finale der Asienspiele 2010 erneut auf Akimoto und verlor. Im April 2011 bezwang der Südkoreaner im Finale der Asienmeisterschaften den Japaner Riki Nakaya. Bei den Weltmeisterschaften 2011 in Paris schied er im Achtelfinale gegen Ugo Legrand aus. 2012 siegte er erneut bei den Asienmeisterschaften, im Finale bezwang er den Japaner Shōhei Ōno. Bei den Olympischen Spielen in London gewann Wang seine ersten vier Kämpfe. Im Halbfinale unterlag er Mansur Issajew und den Kampf um eine Bronzemedaille verlor er gegen Ugo Legrand, so dass er den fünften Platz belegte. 2013 belegte er den dritten Platz bei den Asienmeisterschaften. Im Juli siegte er bei der Universiade in Kasan.
Im Jahr 2014 stieg Wang Ki-chun vom Leichtgewicht ins Halbmittelgewicht auf. 2015 unterlag er in dieser Gewichtsklasse dem Russen Chassan Chalmursajew im Finale bei der Universiade in Gwangju.